# Багамский гладкогубый удав
Багамский гладкогубый удав, (лат. Chilabothrus exsul), — вид змей из семейства ложноногих, обитающий на Багамских островах. Подвиды в настоящее время не признаны. Как и все другие удавы, он не ядовит.

## Внешний вид и строение
Наземный удав с тонким телом, окрас с переливающимся красноватым отливом. Он вырастает максимум до 80 см в длину и питается мелкими млекопитающими, птицами и ящерицами.

## Распространение и среда обитания
Встречается на Багамах на острове Большой Багама и островах Абако, включая Элбоу-Кей и остров Литл-Абако. Типовая местность указана «около Блэкрока (примерно 26°49’ северной широты и 77°25’30’ западной долготы) на восточном побережье Абако на Багамах».